# Forte de São Bento da Ribeira Brava

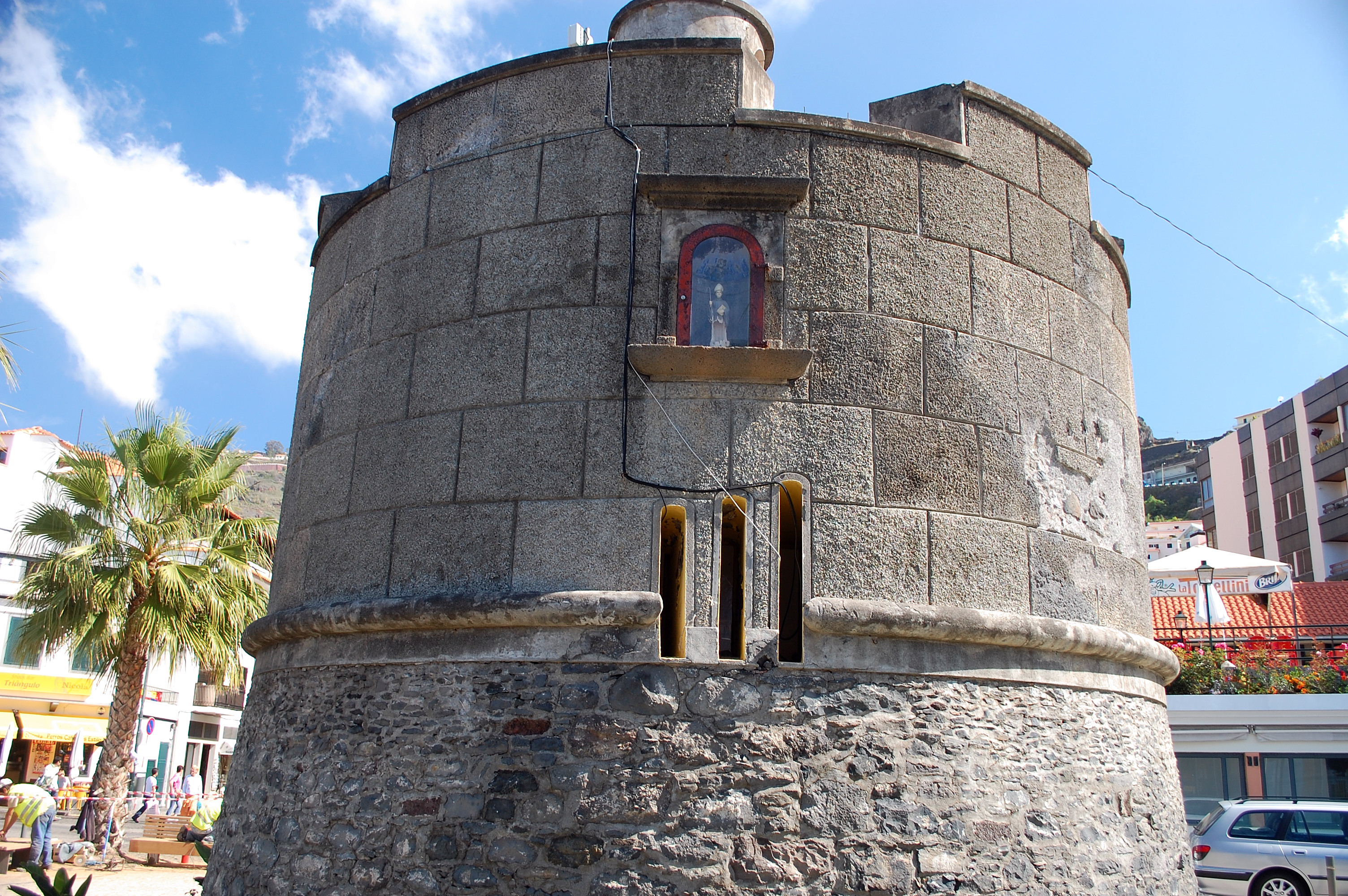
Forte de São Bento da Ribeira Brava, Madeira.

O Forte de São Bento da Ribeira Brava localiza-se na vila e freguesia da Ribeira Brava, concelho do mesmo nome, na ilha da Madeira, Região Autónoma da Madeira.
A defesa da Ilha foi sempre uma das preocupações constantes, tanto por parte dos reis, como dos donatários da ilha. Assim, era necessária a defesa da costa perante os inimigos. A sua construção foi determinada pelo governador Duarte Sodré Pereira para defesa daquele ancoradouro.Por vezes alguns piratas atacavam a costa, vivendo as populações ribeirinhas em constante sobressalto.
Pequena Torre de planta circular, coberta por um terraço ameado com guarita. Embasamento em pedra aparente encimado por cordão saliente e, superiormente, em alvenaria de cimento apresentando tratamento respingado, com incisões a emitar cantaria.Na fachada principal virada a norte, abre-se um portal em arco de volta perfeita, encimado por inscrição e armas nacionais. Do lado do mar pode-se observar um pequeno nicho contendo uma imagem de S.Bento. Este forte foi mandado levantar em 1708 pelo Governador da Madeira, Duarte Sodré Pereira, com o intuito de defender as opopulações dos ataques de piratas e corsários. Em 1920 esta pequena fortificação foi alugada à Câmara Municipal para servir de prisão.
Em 1815 há referências sobre a um pequeno forte triangular junto à embocadura da ribeira, e um outro denominado de Forte de S. Sebastião, que foram ambos arruinados por um aluvião em 1803, dos quais não restaram vestígios. Um outro é o Forte de S. Bento, que naquela época estava arruinado. Em 1916 adiantavam-se obras para a sua recuperação e embelezamento do que hoje pode ser visto na Marginal da Ribeira Brava.
Hoje, perfeitamente adaptado ao contexto visual da vila, o forte serve de Posto de Informações.

## História
A sua construção remonta ao início do século XVIII, por determinação do governador e capitão-general da Madeira, Duarte Sodré Pereira, com a função de defesa daquele ancoradouro.
Atualmente constitui-se em uma das atrações turísticas da comunidade.